# Róbert Zimonyi
Róbert Zimonyi (Sárvár, 18 de abril de 1918-Miami, 2 de febrero de 2004) fue un deportista húngaro, nacionalizado estadounidense, que compitió en remo como timonel.
Participó en tres Juegos Olímpicos de Verano entre los años 1948 y 1964, obteniendo dos medallas, bronce en Londres 1948 y oro en Tokio 1964. Ganó una medalla de bronce en el Campeonato Europeo de Remo de 1965.

## Palmarés internacional
| Representando a Hungría        |                       |                   |                  |
| Juegos Olímpicos               |                       |                   |                  |
| Año                            | Lugar                 | Medalla           | Prueba           |
| 1948                           | Londres (Reino Unido) | Medalla de bronce | Dos con timonel  |
| Representando a Estados Unidos |                       |                   |                  |
| Juegos Olímpicos               |                       |                   |                  |
| Año                            | Lugar                 | Medalla           | Prueba           |
| 1964                           | Tokio (Japón)         | Medalla de oro    | Ocho con timonel |
| Campeonato Europeo             |                       |                   |                  |
| Año                            | Lugar                 | Medalla           | Prueba           |
| 1965                           | Duisburgo (RFA)       | Medalla de bronce | Ocho con timonel |

1. ↑  En algunas ediciones del Campeonato Europeo se permitió la participación de remeros de otros continentes.